# Donji Lapac
Donji Lapac (serbisch-kyrillisch Доњи Лапац) ist eine Gemeinde und Stadtbezirk in der Gespanschaft Lika-Senj, Kroatien. Die Zahl der Einwohner der Gemeinde liegt bei 1.366 (Volkszählung 2021), von denen die meisten Serben sind.

## Geographie
Donji Lapac liegt im Osten der Region Lika in einem Polje westlich des Una-Tals nahe dem Berg Plješevica auf 582 m. Die Gemeinde liegt an der Državna cesta D218 (Europastraße 7) von Bihać nach Knin mit einem Abzweig nach Gračac. Zwanzig Kilometer nördlich befindet sich der Grenzübergang nach Bosnien und Herzegowina.

## Demographie
Laut der Volkszählung 2021 hat die Ortschaft 677 Einwohner und die Gemeinde 1366 Einwohner. Vor dem Krieg wurde das Gebiet fast nur von Serben besiedelt. Zu dieser Zeit lebten 0,5 % Kroaten in der Gemeinde (Volkszählung 1991). Heute leben immer noch mehr Serben in Donji Lapac, nämlich 79,21 % Serben und 19,47 % Kroaten.
| Jahr der Volkszählung | Total  | Serben           | Kroaten        |
| --------------------- | ------ | ---------------- | -------------- |
| 1910                  | 17.433 | 15.995 (91,75 %) | 1.435 (8,23 %) |
| 1961                  | 06.456 | 06.148 (95,23 %) | 0202 (3,13 %)  |
| 1971                  | 09.609 | 09.337 (97,17 %) | 094 (0,97 %)   |
| 1981                  | 08.337 | 07.691 (91,05 %) | 047 (0,56 %)   |
| 1991                  | 08.054 | 07.854 (97,51 %) | 044 (0,54 %)   |
| 2001                  | 01.880 | 01.383 (73,56 %) | 0471 (25,05 %) |
| 2011                  | 02.113 | 01.704 (80,64 %) | 0397 (18,79 %) |

## Geschichte
Das Gebiet um Donji Lapac wird schon seit der Eisenzeit bewohnt, was Funde in der Region beweisen. Während des Mittelalters war Donji Lapac Sitz des Bezirkes Lapac. 1449 kam der Ort dann in den Besitz der Familie Frankopan. Während des Kroatienkrieges von 1991 bis 1995 zählte Donji Lapac wie die gesamte Umgebung zur nicht anerkannten Republik Serbische Krajina. Mit der Operation Oluja im August 1995 kam die Gemeinde wieder unter kroatische Kontrolle.

## Wirtschaft
Donji Lapac ist eine der ärmsten Gemeinden Kroatiens. Vor dem Krieg besaß die Stadt noch eine Holz- und Textilindustrie. Der größte Arbeitgeber ist Likatrans mit 200 Stellen. Dennoch sind die meisten Einwohner arbeitslos. Diejenigen, die dennoch einen Arbeitsplatz haben, arbeiten zumeist in der Dienstleistungs- oder Holzindustrie. Des Weiteren ist der Ort von der Landwirtschaft geprägt. Angebaut werden Kartoffeln und Pflaumen. Aus Letzteren wird der Schnaps Sliwowitz gebrannt.

## Verkehr
Im Ortsteil Kestenovac befindet sich ein Bahnhof der Una-Bahn, die einst die Hauptverbindung zwischen Zagreb und der dalmatischen Küste herstellte. Seit Ende des Bosnienkriegs ist der Personenverkehr eingestellt. Der Bahnhof von Kestenovac wurde während der Kampfhandlungen zerstört.

## Dörfer im Stadtbezirk
| - Birovača - Boričevac | - Brezovac Dobroselski - Buševac - Bušević | - Dnopolje - Dobroselo - Doljani | - Donji Štrbci - Gajine | - Gornji Lapac - Gornji Štrbci | - Kestenovac - Kruge | - Melinovac - Mišljenovac | - Nebljusi - Oraovac |